# Ravager (DC Comics)
Pour les articles homonymes, voir Ravager.
Ravager est un alias utilisé par plusieurs personnages fictifs apparaissant dans les bandes dessinées publiées par DC Comics. La plupart apparaissent dans des séries mettant en vedette les Teen Titans et ont un lien avec le méchant Slade Wilson / Deathstroke. Le nom a également été utilisé par l'équipe de super-héros indépendante The Ravagers.
Ravager a été créé par Marv Wolfman et George Pérez, apparaissant pour la première fois dans New Teen Titans #1 (1980). Le premier Ravageur était Grant Wilson, le fils aîné de Deathstroke. L'alias Ravager a ensuite été utilisé par un assassin anonyme travaillant pour Harvey Dent / Double-Face, le rival de Deathstroke Bill Walsh et le demi-frère de Deathstroke Wade LaFarge. Le Ravageur le plus récent et le plus actuel est Rose Wilson, la fille de Deathstroke, qui est le seul personnage héroïque à adopter le pseudonyme.
En live action, Ravager a fait ses débuts en tant qu'Isabel Rochev dans la deuxième saison de la série de l'Arrowverse Arrow, interprétée par Summer Glau. Grant Wilson est également apparu dans la première saison de Legends of Tomorrow et la dernière saison d'Arrow joué par Jamie Andrew Cutler. Chelsea Zhang a dépeint Rose Wilson pour ses débuts en direct dans la série Titans lors de la deuxième saison.

## Biographie du personnage

### Grant Wilson
Le premier Ravager est Grant Wilson, fils aîné de Slade Wilson, alias Deathstroke. Alors qu'il vivait à New York, l'appartement de Grant est détruit par l'arrivée soudaine de la princesse extraterrestre Starfire et des Gordaniens qui la suivent. Grant blâme les Teen Titans pour cela et prend un contrat de H.I.V.E. pour les tuer. H.I.V.E. donne à Grant un sérum qui lui permet d'imiter les capacités et les réflexes améliorés de son père, mais la procédure défectueuse tue Grant, obligeant Deathstroke à tenir les Titans responsables de sa mort.
Grant a été temporairement ressuscité par Brother Blood pour garder Kid Eternity. Dans le crossover entre Teen Titans et Blackest Night, Grant Wilson a été réanimé en tant que membre du Corps des Black Lantern, attaquant son père et sa demi-sœur, Rose Wilson.

#### Renaissance DC (The New 52)
En septembre 2011, The New 52 a redémarré la continuité de DC. Dans cette nouvelle chronologie, l'histoire de Grant a été modifiée. Il semble avoir été battu et tué dans une explosion par Midnighter (en), mais est revenu après quelques années en essayant de tuer son père. Grant manipule subrepticement Deathstroke, en s'alliant avec les pères de l'une des victimes de Slade et en envoyant un certain nombre de méchants appelés Legacy pour affaiblir le mercenaire avant de vraiment lui faire face. Dans la foulée, ayant même eu la chance de tuer Deathstroke, Grant a hésité et s'est simplement éloigné. Grant est apparu plus tard sous le contrôle mental de Jericho. Il a ensuite été tué par Deathstroke dans sa tentative de tuer Jericho.

#### DC Rebirth
L'histoire de Grant est ensuite développée dans Deathstroke: Rebirth . Dans ses jeunes années d'enfance, il avait une relation tendue avec son père Slade, qui était dur avec lui et était éloigné de son jeune frère Joe. Sa vie de famille tendue le pousse à fuir à l'adolescence, rencontrant sans le savoir de jeunes membres de HIVE qui espionnaient sa famille et en ont profité pour le recruter. Grant a établi une relation avec l'une des jeunes femmes et est venu rejoindre HIVE dans sa vie d'adulte. Dans le scénario Lazarus Contract, Deathstroke tente de faire revivre Grant en volant la super vitesse de Wally West et Wally West II (en) pour voyager dans le temps et changer le passé, mais sans succès,,,.

### Ravager (Batman)
Un autre Ravager à l'identité inconnue fait son apparition dans Batman #440 au cours de la première partie de l'histoire introduisant Tim Drake, le 3e Robin. Il a été créé par Marv Wolfman, George Pérez et Jim Aparo. Le deuxième Ravager était un tueur à gages qui travaillait pour le célèbre criminel de Gotham City, Double-Face, pour éliminer Batman. Il tue plusieurs personnes, dont deux policiers, afin d'attirer l'attention de Batman, mais lors de la confrontation au sommet d'un barrage, Ravager est vaincu et tombe dans l'eau, pour ne plus jamais être revu.

### Bill Walsh
Le troisième Ravager est William "Bill" Walsh, un vieux rival de Deathstroke qui reprend le titre pour attirer Deathstroke au combat. Bill Walsh a été créé par Marv Wolfman et George Pérez, apparaissant pour la première fois dans Tales of the Teen Titans #44 (1984). Des années avant de prendre le nom de Ravageur, Walsh était connu sous le nom de Chacal et a été impliqué dans l'enlèvement du fils cadet de Slade, Joseph (devenu le héros Jericho), ce qui a finalement abouti à l'égorgement de Joseph et à son mutisme. En tant que Ravager, Walsh tente de tuer Slade avec une bombe. Mais ce dernier désamorçe la bombe et le tue.

### Wade LaFarge
Le quatrième Ravager est le demi-frère de Slade, Wade LaFarge, un petit tueur à gages qui utilise le nom pour se moquer de Slade. Wade LaFarge a été créé par Marv Wolfman et Sergio Cariello (en), apparaissant pour la première fois dans Deathstroke the Hunted #0 (1994). Enfant, LaFarge se sentait irrité et inférieur à Wilson, qui le cherchait souvent. À l'âge adulte, LaFarge rencontre une femme nommée Adeline Kane, tombe amoureux d'elle et a une relation avec elle pendant un certain temps. Cependant, ses tendances quelque peu abusives l'ont chassée et elle a rejoint les forces spéciales. Curieusement, elle y rencontrera Slade Wilson, et les deux, ignorant leur lien mutuel via LaFarge, tombentamoureux et se marient. Cela pousse LaFarge à bout, et il kidnappe leurs deux enfants, les jeunes Grant et Joe, et essaye de leur faire croire que leur père est un homme diabolique. Juste avant qu'il ne puisse causer des dommages permanents à la famille, sa propre mère, Frannie LaFarge, l'abat du haut d'une falaise. Présumé mort, il réussit à survivre grâce au froid ayant cautérisé ses blessures. Il devient obsédé par la destruction de la relation entre Slade et Addie afin qu'il puisse la reconquérir pour lui-même, et engage un mercenaire connu sous le nom de « The Jackal », un autre homme avec une rancune contre Slade, pour kidnapper les enfants Wilson et forcer Slade à révéler son double- vie en tant que Deathstroke à Addie. 
Après avoir échoué à tuer Slade et à poursuivre Adeline, Wade a été conduit profondément sous terre et arrêté après qu'Adeline, folle, ait été présumée morte. Des années plus tard, Ravager s'est vu offrir 100 000 $ par une source anonyme pour liquider Rose Wilson, la fille de Deathstroke et Lili Worth (une ex de Slade). Il a brutalement assassiné ses parents adoptifs, mais a été interrompu par les Teen Titans, qui ont affirmé avoir reçu un tuyau anonyme. Tout le groupe a été assommé avec du gaz Halothane, et Rose et le Ravageur se sont tous deux réveillés dans la tanière de Deathstroke. Deathstroke a fait amende honorable avec sa fille et lui a offert la chance de raviver leur relation et de transformer à nouveau l'héritage de Ravager en quelque chose de bien. Il l'a prise comme apprentie et l'a laissée tuer d'abord l'homme qui a assassiné sa mère. Rose Wilson a tué LaFarge avec l'épée de Deathstroke et deviendrait le quatrième Ravager.
Dans le crossover entre Teen Titans et Blackest Night, Wade LaFarge a été réanimé en tant que membre du Corps des Black Lantern, attaquant Rose et Slade. Il a combattu Rose, qui a tenté de l'incinérer, mais a ensuite découvert que Rose était possédée par son frère Jericho.

### Rose Wilson
Le, ou plutôt la cinquième Ravager, n'est autre que Rose Wilson, la fille illégitime de Deathstroke. Rose Wilson a été créée par Marv Wolfman et Art Nichols, apparaissant pour la première fois dans Deathstroke the Terminator #15 (1992). Durant une période, ce dernier la manipule, l'amenant à prendre cette identité et à devenir son apprentie. Après un bref entraînement avec Nightwing pour tenter de faire en sorte que la Société secrète des super-vilains (en) laisse Blüdhaven tranquille, elle découvre qu'il ne prend pas ses intérêts à cœur et le quitte. Un an après les évènements d'Infinite Crisis, elle rejoint les Teen Titans.
Rose est dotée d'un don de précognition et des mêmes capacités que Grant : force, réflexes, vitesse et intelligence améliorés, experte en arts martiaux et excellente épéiste.

### Mark Ronsom
Créé par Gerry Conway et George Tuska et apparaissant pour la première et dernière fois dans World's Finest #250 (1978), le professeur Mark Ronsom était recherché par les Nazis pour son invention, le transpondeur chronal, permettant d'empêcher la Seconde guerre Mondiale. Un agent nazi, l'agent Axis, parvient à abattre le professeur Ronsom. Mourant, il demande à Wonder Woman d'utiliser l'appareil sur son corps pour le placer dans une stase temporelle afin de lui sauver la vie. Elle le fait, mais à la place, le professeur Ronsom devient The Ravager, attaque les officiers de l'armée et brûle le Lincoln Memorial. Wonder Woman le capture, mais il disparaît. Les informations faisant état de l'apparition et de la destruction du Ravager dans tout le pays sont au centre de la presse. Superman et Batman arrivent du futur et offrent leur aide. Batman explique que The Ravager endommage tout le Temps en apportant avec lui un morceau de l'ère précédente. 
Alors que The Ravager attaque la Bibliothèque du Congrès, la meilleure équipe du monde l'intercepte. Superman utilise sa force pour maîtriser le Ravageur, mais au contact des âges, il se transforme en vieil homme. Wonder Woman, qui est immunisée contre les ravages de l'âge, constate que sa force ne cause aucune blessure. Green Arrow libère une flèche explosive, qui ne fait rien. L'agent Axis émerge des coulisses et, à l'aide d'un harnais de neutralisation électromagnétique, soumet le Ravager, mais tous deux disparaissent. L'équipe World's Finest se rend dans un quartier général nazi en Bavière pour rencontrer l'agent Axis. Pendant la bataille, l'agent Axis tente de détruire le transpondeur chronal de peur que l'appareil ne soit utilisé contre les forces nazies. Au cours de l'action, le temps s'arrête et le petit groupe, est au centre de l'explosion chronique. Superman découvre que la ceinture doit être activée auprès du corps du Ravageur pour redémarrer l'écoulement du temps. Green Arrow fait exploser l'appareil. La réalité est restaurée et les héros sont renvoyés à leur époque et à leur lieu d'origine, sans aucun souvenir de toute l'épreuve. Seules la reine Hippolyte, Green Arrow et Black Canary conservent la mémoire.
Cette version du Ravager, y compris toute l'histoire et les apparitions correspondantes, a été effacée de l'existence après l'effondrement du multivers original lors de l'événement Crisis on Infinite Earths de 1985-1986, puis restaurée après la renaissance du multivers lors de la Dark Crisis (en) de 2022-2023.

### The Ravagers
The Ravagers est le nom d'une équipe dans les bandes dessinées de DC. En septembre 2011, Renaissance DC a redémarré la continuité de DC. Dans cette nouvelle chronologie, les Ravagers sont présentés comme un groupe d'adolescents super puissants qui ont échappé aux plans de Harvest dans the Culling (en). Le titre Ravagers est apparu pour la première fois dans le cadre de la deuxième vague des Renaissances DC en 2012. L'équipe a été formée après que les Teen Titans et les légionnaires (en) coincés de nos jours aient été enlevés par Harvest, puis ont ensuite arrêté le méchant et se sont échappés. L'équipe comprend Beast Boy, Terra, Thunder et Lightning (en), Ridge et Fairchild.

## Autres versions

### Titans Tomorrow
Dans le scénario Titans Tomorrow, les Teen Titans sont renvoyés dans le temps après avoir fait équipe avec La Légion des super-héros, pour arriver dix ans dans leur propre avenir. Ils découvrent qu'en tant qu'adultes, ils sont de mauvais dictateurs autoritaires. Cependant, une équipe Titans East a été formée pour les arrêter. Rose Wilson est membre des Titans East et est amoureuse de Bart Allen, puis de Flash, qui espionne les méchants Titans. Rose et Flash aident les Teen Titans à rentrer chez eux.
Le concept est revisité dans Teen Titans vol. 3, où il a révélé que l'avenir a quelque peu changé. Le futur Bart Allen est désormais aussi peu scrupuleux que ses coéquipiers, et l'homologue de Rose est mort. Il n'existe pas de division Titans East / Titans West, car tous appartiennent à une armée de coéquipiers considérablement élargie.

### Tiny Titans
Rose apparaît dans Tiny Titans, bien qu'elle ne passe pas par Ravager. Elle porte un cache-œil sur son œil droit mais son œil est intact en dessous. Il n'est pas mentionné s'il est porté pour améliorer sa vue.

### Flashpoint
Dans la chronologie alternative du Flashpoint, Rose Wilson a été kidnappée par des inconnus, et son père Deathstroke, un pirate, la cherche. Deathstroke et son compagnon de bord Jenny Blitz ont localisé Rose, qui était retenue captive sur la flotte du Gardien. Deathstroke et Jenny combattent l'équipage de Caretaker et parviennent à sauver Rose. Après avoir combattu la flotte de Caretaker, Rose sauve Deathstroke et Jenny de la noyade, puis est réunie avec son père et navigue vers une destination inconnue.

### DC Comics Bombshells
Ravager apparaît dans DC Bombshells en tant que membre du Coven avec Barbara Gordon] et l'Enchanteresse. Cette version est un pirate prophétique et utilise ses capacités pour prédire les mouvements de ses adversaires et pour avertir ses camarades de ne pas s'éloigner du Belle Reeve Manor. Alors que Killer Croc explique pourquoi Batgirl et Enchantress sont au manoir du bayou, il prétend simplement que Ravager « a fait quelque chose de mal ». Après que Francine Charles ait prouvé que la prophétie de Ravager de ne jamais quitter Belle Reeve était fausse, le Coven, Charles et Killer Croc forment la Suicide Squad d'Amanda Waller.

## Apparitions dans d'autres médias

### Télévision
- Des personnages basés sur des individus qui ont utilisé l'alias Ravager apparaissent dans les médias mis en place dans l'Arrowverse : 
  - Un personnage vaguement basé sur Rose Wilson / Ravager nommé Isabel Rochev apparaît dans la deuxième saison d'Arrow, interprété par Summer Glau
  - Une version future de Grant Wilson / Deathstroke de l'année 2046 apparaît dans l'épisode de Legends of Tomorrow « Destination : 2046 », interprété par Jaime Andrew Cutler[23]. À cette période, il a repris le flambeau de son père Slade Wilson en tant que Deathstroke et a repris Star City avant d'être vaincu par ses versions de Green Arrow et John Diggle ainsi que par les Légendes qui voyagent dans le temps.
  - La version actuelle de Grant Wilson / Deathstroke apparaît dans l'épisode d'Arrow « Le Futur, c'est maintenant », interprété à nouveau par Jaime Andrew Cutler. Il forme et dirige le Deathstroke Gang dans une tentative de détruire Star City, pour être déjoué par Green Arrow et ses alliés, arrêté par les autorités et incarcéré au pénitencier de Blackgate.

- Rose Wilson apparaît dans : 
  - Teen Titans Go!, exprimé par Caroline Combes (Pamela Adlon en VO).
  - La deuxième saison de Titans, interprétée par Chelsea Zhang (en)[24].
  - DC Super Hero Girls et dans la série DC Super Hero Girls en tant qu'étudiante de Super Hero High

### Film
- Le Chacal et Rose Wilson apparaissent dans Deathstroke: Knights & Dragons (en), avec les voix de Gilduin Tissier et Ludivine Maffren (en VO : Chris Jai Alex et Faye Mata (en)).
- Rose Wilson apparaît dans La Ligue des justiciers : Conflit sur les deux Terres avec la voix de Claire Baradat (Freddi Rogers en VO)

### Jeux vidéo
Rose Wilson apparaît dans : 
- - DC Universe Online
  - Injustice : Les dieux sont parmi nous (Injustice: Gods Among Us) comme carte de soutien
  - Lego Dimensions comme PNJ avec Pamela Adlon pour voix en VO
  - Lego DC Super-Vilains comme personnage jouable
  - DC Legends: Combat Super-héros (DC Legends) comme personnage jouable

### Comics et romans
- Rose Wilson apparaît dans Teen Titans Go! #49
- Isabel Rochev et Wade DeFarge apparaissent dans Arrow - Vengeance de Lauren Certo et Oscar Balderrama (en)
- Rose Wilson apparaît dans la saison 11 de Smallville